# 生物学的作用 (地質学)
生物学的作用（せいぶつがくてきさよう、biological function）とは地質学において、自然科学の学問領域のうち、生物学(biology)が大きく関わっている地質作用の総称である。
例えば、三葉虫などの底生生物による地層表層の攪拌作用や、腹足類（巻貝）などの斧足類（二枚貝）への体液による溶解ならびに機械的破壊などが含まれる。